# Kewanee (Illinois)
Pour l’article homonyme, voir Kewanee (prénom).
Kewanee est une ville de l'Illinois, aux États-Unis, située dans le comté de Henry. En 2000, elle comptait 12 944 habitants.

## Personnalités liées à Kewanee
- Richard Estes, né en 1936 à Kewanee, peintre.